# Woodside–Calle 61 (línea Flushing)
 Woodside – Calle 61  es una estación en la línea Flushing del Metro de Nueva York de la A del Interborough Rapid Transit Company (IRT). La estación se encuentra localizada en el distrito Woodside, Queens entre Woodside y la Calle 61. La estación es servida todo el tiempo por los trenes del servicio <7>.